# FC Chiasso
Der FC Chiasso 1905 ist ein Fussballclub aus Chiasso. Der Verein wurde 1905 gegründet und spielte zuletzt in der Promotion League, der dritthöchsten Spielklasse der Schweiz. Die Vereinsfarben sind seit der Saison 1910/11 Rot-Blau. Die grössten Vereinserfolge sind die Vizemeisterschaft in der Saison 1950/51 sowie drei Mal der Halbfinal im Schweizer Cup. Im Januar 2023 wurde der Konkurs über die FC Chiasso 2005 SA verhängt und die 1. Mannschaft damit vom Spielbetrieb ausgeschlossen. Die im Verein FC Chiasso organisierte Juniorenabteilung besteht weiter. In der Saison 2023/24 startete der FC Chiasso neu in der 4. Liga, der tiefsten Spielklasse im Tessin, 2024 stieg er in die 3. Liga auf.

## Geschichte
Der FC Chiasso nahm 1910 erstmals an der Schweizer Fussballmeisterschaft teil und spielte in der Serie C, Gruppe Ost. Da in der Schweiz die Konkurrenz zu stark war, bemühte man sich ab 1913 um die Aufnahme in die italienische Liga. Um die Spielstärke der Tessiner einzuordnen, wurden zwei Testspiele gegen Zweitligisten organisiert, die der FC Chiasso für sich entscheiden konnte. Daraufhin durften sie an der Prima Categoria 1914/15 teilnehmen. Während des Ersten Weltkriegs wurden lediglich Testspiele und lokale Wettbewerbsspiele ausgetragen. Nach Ende des Krieges schloss man sich wieder der italienischen Liga an. 1922 fiel der FC Chiasso einer Umstrukturierung der Liga zum Opfer und wurde in die zweite Liga eingeteilt. Als man dort wiederum als sportlicher Absteiger feststand, beschloss man, ab 1923 wieder am Schweizer Spielbetrieb teilzunehmen.
In der ersten Saison in der damals drittklassigen Serie B konnte der FC Chiasso sogleich den Aufstieg feiern. Mit dem erneuten Aufstieg 1927 durfte der FC Chiasso erstmals an der Serie A teilnehmen. 1929 erreichte man in der Gruppe Ost Platz 4. Als 1931 die Nationalliga eingeführt wurde, erwischte man eine schlechte Saison und konnte sich nicht für die neue Spielklasse qualifizieren. Nach einem kurzen Abstecher in die Drittklassigkeit spielte der FC Chiasso fortan in der 1. Liga, die 1944 zur dritthöchsten Liga herabgestuft wurde (Einführung der Nationalliga B). 1947 und 1948 erfolgten dann gleich zwei Aufstiege, bis in die Nationalliga A. Dort erlebte der FC Chiasso seine goldenen Jahre und wurde 1951 gar Vizemeister. Nach dem Abstieg 1961 entwickelte sich der FC Chiasso zu einer Fahrstuhlmannschaft. Ab den Neunzigerjahren verschob sich diese Aktivität eine Ligastufe weiter hinunter.
Die Saison 2007/08 verlief für die Südtessiner absolut enttäuschend, anstatt um den Aufstieg spielte man gegen den Abstieg. In der Rückrunde wurde zwar eine Aufholjagd gestartet, der Ligaerhalt wurde aber dennoch verpasst. Seither spielten die Südtessiner in der 1. Liga. In der Saison 2008/09 war Chiasso das beste Team seiner 1.-Liga-Gruppe und erreichte die Aufstiegsspiele, in denen es jedoch überraschend am FC Le Mont-sur-Lausanne scheiterte.
Präsident Marco Grassi half dem seit Jahren kriselnden Verein finanziell auf die Sprünge, so dass der FC Chiasso am Ende der Saison 2009/10 in die Challenge League aufsteigen konnte. In den Folgejahren konnte sich der FC Chiasso etablieren. In den folgenden zwei Saisons landeten die Tessiner jeweils auf dem siebten Platz. Nach der Verkleinerung der Liga landete der Verein jeweils im Mittelfeld der Liga. In der Saison 2016/17 entging Chiasso nur sehr knapp dem Abstieg. Die Tessiner landeten auf Rang acht. Der letztplatzierte FC Wil hatte nur 3 Punkte Rückstand, welche ihm aufgrund von Lizenzvergehen abgezogen worden waren. Absteiger war der FC Le Mont-sur-Lausanne, dem die Lizenz verweigert wurde und der auf einen Rekurs verzichtete. Auch im folgenden Jahr wurde Chiasso Achter, nun allerdings mit 18 Punkten Vorsprung. In der Saison 2018/19 wurde der Abstieg im letzten Spiel verhindert, da man dank einem Sieg den FC Rapperswil-Jona noch überholen konnte. 2019/20 beendete der Verein die Spielzeit auf dem letzten Platz und erreichte dennoch den Klassenerhalt, da es aufgrund des Abbruchs der Promotion League wegen der COVID-19-Pandemie keine Auf- und Absteiger gab. In der folgenden Saison 2020/21 wurde man erneut Letzter und stieg daraufhin in die dritthöchste Schweizer Spielklasse ab.
Am 27. Januar 2023 wurde vom Amtsgericht Mendrisio der Konkurs eröffnet. Es sollen sich Schulden von 3 Millionen Schweizer Franken angehäuft haben. Die 1. Mannschaft musste sich aus der Meisterschaft zurückziehen und wurde neu in die 4. Liga eingestuft, die tiefste Spielklasse im Tessin, nachdem die 5. Liga wegen der zu geringen Zahl gemeldeter Mannschaften abgeschafft worden war. 2024 stieg der Club in die 3. Liga auf.

## Stadion
Das Stadio Comunale Riva IV fasst 11'168 Zuschauer und wurde Ende der 1960er-Jahre erbaut. Das erste Spiel im neuen Stadion am 31. August 1969 war die Partie des FC Chiasso gegen den FC Grenchen, die mit einem 2:0-Erfolg der Gastgeber endete. Der Zuschauerdurchschnitt des FC Chiasso zwischen 2005 und 2008 lag bei ungefähr 1'300 Personen, in der Saison 2023/24 nach der Zwangsrelegation in die 4. Liga noch bei 375.

## Ligazugehörigkeit
| - 1910–1913: Serie C (III) - 1914–1915: Prima Categoria (I) - 1915–1918: Kein Meisterschaftsbetrieb (Erster Weltkrieg) - 1918–1922: Prima Categoria (I) - 1922–1923: Seconda Divisione (II) - 1923–1924: Serie B (III) - 1924–1927: Serie Promotion (II) - 1927–1931: Serie A (I) - 1931–1932: 1. Liga (II) - 1932–1933: 2. Liga (III) - 1933–1944: 1. Liga (II) - 1944–1947: 1. Liga (III) - 1947–1948: Nationalliga B (II) - 1948–1961: Nationalliga A (I) - 1961–1962: Nationalliga B (II) - 1962–1965: Nationalliga A (I) - 1965–1972: Nationalliga B (II) - 1972–1974: Nationalliga A (I) | - 1974–1978: Nationalliga B (II) - 1978–1982: Nationalliga A (I) - 1982–1983: Nationalliga B (II) - 1983–1984: Nationalliga A (I) - 1984–1992: Nationalliga B (II) - 1992–1993: Nationalliga A (I) - 1993–1994: Nationalliga B (II) - 1994–1995: 1. Liga (III) - 1995–1996: Nationalliga B (II) - 1996–1998: 1. Liga (III) - 1998–1999: Nationalliga B (II) - 1999–2003: 1. Liga (III) - 2003–2008: Challenge League (II) - 2008–2010: 1. Liga (III) - 2010–2021: Challenge League (II) - 2021–2023: Promotion League (III) - 2023–2024: 4. Liga (VIII) - 2024–0000: 3. Liga (VII) |

## Bekannte Trainer
- Adolfo Baloncieri
- Oreste Barale
- Giancarlo Camolese
- Alfredo Foni
- Roberto Galia
- Maurizio Jacobacci
- Ryszard Komornicki
- Heinz Lettl
- Attilio Lombardo
- Otto Luttrop
- Alessandro Mangiarratti
- Eraldo Monzeglio
- Herbert Neumann
- Hans-Otto Peters
- Raimondo Ponte
- Marco Schällibaum
- Paul Schönwetter
- Albert Sing
- Gianluca Zambrotta

## Bekannte Spieler
- Otto Pfister (1959–1960)
- Hans-Jürgen Ferdinand (1968–1970)
- José Altafini (1976–1979)
- Mario Prosperi (1976–1980)
- Otto Luttrop (1977–1982)
- Herbert Neumann (1984–1989)
- Valon Behrami (1997–2000, Jugend)
- Thomas Beck (2003)
- Raffael (2003–2005)
- Pajtim Badalli (2010–2011)
- Gianluca Zambrotta (2013–2014)
- Philippe Senderos (2019)
- Michel Morganella (seit 2023)